# 100 Years (phim)
100 Years (tạm dịch: 100 năm) là một bộ phim thể nghiệm khoa học viễn tưởng sắp được công chiếu, với kịch bản do John Malkovich chắp bút và đạo diễn bởi Robert Rodriguez. Có khẩu hiệu quảng cáo vào năm 2015 là "Bộ phim mà bạn sẽ không bao giờ được xem" ("The Movie You Will Never See"), bộ phim được ấn định thời điểm phát hành là vào ngày 18 tháng 11 năm 2115. Khoảng thời gian 100 năm này cũng là giai đoạn để một chai Louis XIII Cognac ủ đúng tuổi, trước khi nó được phát hành đến người tiêu dùng. Bộ phim có sự tham gia diễn xuất chính của diễn viên người Mỹ John Malkovich, nữ diễn viên Đài Loan Trương Thư Nhã và diễn viên người Chile Marko Zaror.
100 Years hiện được coi là bộ phim ngắn. Trong một cuộc phỏng vấn 2019, Rodriguez đã cho biết:
Tôi đang làm một số bộ phim ngắn cho họ [Louis XIII Cognac], chúng tôi đã quyết định quay và hoàn thành bộ phim này trước, tôi nghĩ đây sẽ là một đoạn phim quảng cáo hay gì đó. Sau đó tôi cho họ xem bản phim và họ nói "Ừ, thật tuyệt, thật tuyệt. Đó là thứ mà chúng tôi khóa lại". Và tôi nói "Cái gì? Đó là thứ mà các ông sẽ khóa lại? Còn với bộ phim về tương lai thì sao--" "Không, đó là quảng cáo".

## Diễn viên
Trong khi các thông tin chi tiết về bộ phim được lưu giữ rất bí mật, tên và vai trò của ba diễn viên trong phim đã được tiết lộ:
- John Malkovich vai nam chính
- Trương Thư Nhã vai nữ chính
- Marko Zaror vai nhân vật phản diện

## Sản xuất
Vào tháng 11 năm 2015, hai nhà làm phim Malkovich và Rodriguez đã thông báo rằng họ đang hợp tác với Louis XIII Cognac, nhãn hiệu thuộc sở hữu bởi Remy Martin, để tạo ra một bộ phim lấy cảm hứng từ quá trình ủ 100 năm của chai rượu. Mặc dù nội dung của bộ phim được giữ bí mật hoàn toàn, song ngày 18 tháng 11 cùng năm, Malkovich và Rodriguez đã cho phát hành ba đoạn teaster của bộ phim với tiêu đề lần lượt là Retro, Nature và Future. Tuy nhiên, toàn bộ các hình ảnh trong những teaster này đều không nằm trong tác phẩm chính.

## Phát hành
Trong thời gian chờ phát hình, bộ phim được lưu giữ trong một két sắt công nghệ cao đằng sau lớp kính chống đạn và sẽ tự động mở ra vào ngày 18 tháng 11 năm 2115, cũng là ngày công chiếu chính thức của bộ phim. Một ngàn người đến từ khắp nơi trên thế giới, là những người được xem là "có ảnh hưởng tới nhân loại", bao gồm cả Malkovich và Rodriguez, sẽ nhận được một cặp vé mời làm bằng kim loại cho buổi ra mắt, mà họ có thể truyền lại cho con cháu của mình. Chiếc két sắt lưu giữ bộ phim đã được giới thiệu tại Liên hoan phim Cannes 2016 và ở nhiều thành phố khác nhau trước khi được đem về Cognac, Pháp tại hầm Louis XIII.

## Thông tin liên quan
Một bài hát có tựa đề "100 Years" ("The Song We’ll Only Hear If We Care"), do Pharrell Williams sáng tác cho Louis XIII Cognac, đã được biểu diễn một lần duy nhất tại một bữa tiệc riêng tư. Louis XIII Cognac đã hứa rằng một bản ghi âm của bài hát sẽ được ra mắt trong năm 2117.